# オナガカマハシフウチョウ
オナガカマハシフウチョウ （学名：Epimachus fastuosus）は、スズメ目フウチョウ科の鳥類。

## 分布
ニューギニア